# 伊利亚·佩特科维奇
伊利亚·佩特科维奇（1945年9月22日—2020年6月27日），塞尔维亚足球运动员、主教练，曾经带领塞尔维亚和黑山参加了2006年世界杯。他曾在中国联赛执教过上海申花和四川冠城。
2020年6月27日，佩特科维奇因2019冠状病毒病在贝尔格莱德去世，享年75岁。